# Дін Їсінь
Дін Їсінь (кит. трад. 丁亦昕, піньїнь: Ding Yixin; рід. 26 квітня 1991, Чжецзян) — китайська шахістка, гросмейстер серед жінок (2010).
Її рейтинг станом на січень 2020 року — 2422 (41-ше місце у світі, 9-те — серед шахісток Китаю).

## Життєпис
2003 року в Халкідіках перемогла на юнацькому чемпіонаті світу серед дівчат у віковій категорії до 12 років Двічі ставала призеркою чемпіонатів Азії серед жінок: у 2009 році посіла третє місце, а 2010 року була другою. Взяла участь у чемпіонаті світу серед жінок 2010, який проходив за олімпійською системою в Антак'ї, де в першому раунді програла Хоанг Тхань Чанг. 2013 року перемогла на чемпіонаті Китаю серед жінок. У 2014 році в Катовицях здобула бронзову медаль на чемпіонаті світу серед студенток.
Представляла збірну Китаю на найбільших командних турнірах з шахів:
- у шаховій олімпіаді брала участь у 2012 році. У командному заліку завоювала срібну медаль;
- у командних чемпіонатах світу з шахів брала участь двічі (2009, 2015). У командному заліку здобула бронзову (2015) медаль. В особистому заліку завоювала срібну (2015) медаль;
- у командних чемпіонатах Азії з шахів серед жінок взяла участь у 2012 році. У командному та особистому заліку виборола золоті медалі[4].